# Nemesis (Zvezdna vrata SG-1)
»Nemesis« je zadnja epizoda tretje sezone ameriške znanstvenofantastične TV-serije Zvezdna vrata SG-1.

## Sinopsis
Polkovnik O'Neill se odpravlja na enotedenski dopust, toda dnevi sprostitve in užitkov bodo morali še malce počakati. Nenadoma ga pogoltne bela svetloba in O'Neill izgine. Carterjevi je takoj jasno, da so ga ugrabili Asgardci. Zmedeni O'Neill se medtem znajde na Thorovi ladji, kjer sledi roju grozečih žuželkam podobnih robotov, imenovanih Replikatorji. Tako pride do Thora, ki umira. Thor mu pove, da bodo replikatorji kmalu ogrozili Zemljo.